# Огнивец, Инна Васильевна
Инна Васильевна Огнивец (укр. Інна Василівна Огнівець; род. 30 августа 1962, Жёлтые Воды, Днепропетровская область, Украинская ССР, СССР) — украинский дипломат. Чрезвычайный и Полномочный Посол Украины в Португалии (2015—2022). Чрезвычайный и Полномочный Посол Украины в Словакии (2005—2010).

## Биография
Родилась 30 августа 1962 года в городе Жёлтые Воды Днепропетровской области.
В 1987 году окончила Киевский государственный педагогический институт иностранных языков по специальности преподаватель испанского языка. В 1994 году окончила Киевский национальный университет им. Т. Г. Шевченко и стала правоведом. 
С февраля 1983 по июль 1987 года — лаборантка кафедры иностранных языков КВОКУ им. М. Фрунзе.
С сентября 1987 по сентябрь 1988 года — учительница подготовительных классов средней школы № 18, г. Ленинск Кызыл-Ордынской области.
С сентября 1988 по сентябрь 1992 года — учительница английского языка средней школы № 10, г. Ленинск Кызыл-Ордынской области.
С октября 1992 по сентябрь 1993 года — юрист фонда коммунальной собственности Ирпенского городского Совета народных депутатов в городе Ирпень, Киевская область.
С сентября 1993 по май 1997 года — атташе отдела государственно-правовых вопросов договорно-правового управления МИД Украины.
С мая по август 1997 года — исполняющая обязанности заведующего отделом государственно-правовых вопросов договорно-правового управления МИД.
С августа 1997 по май 1998 года — заведующая отделом государственно-правовых вопросов договорно-правового управления МИД Украины.
С мая по декабрь 1998 года — заместитель начальника договорно-правового управления МИД Украины — зав.отделом гос.-правовых вопросов.
С сентября 2000 по январь 2001 года — заместитель начальника договорно-правового управления МИД Украины — зав.отделом гос-правовых вопросов.
С января 2001 по август 2003 года — главный юридический советник МИД Украины.
С августа 2003 по декабрь 2005 года — Генеральный консул Украины в г. Прешов (Словакия).
С 30 декабря 2005 по 5 февраля 2010 года — Чрезвычайный и Полномочный Посол Украины в Словацкой Республике.
С 19 октября 2015 по 24 июня 2022 года — Чрезвычайный и Полномочный Посол Украины в Португальской Республике.

## Личная жизнь
Замужем, имеет двоих сыновей.
Владеет английским, испанским, словацким языками.